# أليخاندرو روبلس غارسيا
أليخاندرو روبلس غارسيا (بالإسبانية: Alejandro Robles García) (28 يناير 1999 في إسبانيا - ) هو لاعب كرة قدم إسباني في مركز الدفاع. لعب مع نادي مالقا.

## وصلات خارجية
- أليخاندرو روبلس غارسيا على موقع الاتحاد الأوربي (الإنجليزية)
- أليخاندرو روبلس غارسيا على موقع قاعدة بيانات كرة القدم.إي يو (الإنجليزية)
- أليخاندرو روبلس غارسيا على موقع Soccerway.com (الإنجليزية)